# مخطوطة وجدت في عكرا
مخطوطة وجدت في عكرا هي رواية للكاتب البرازيلي باولو كويلو. تعود أحداث القصة إلى العام 1099 في القدس، حيث تستعد المدينة لغزو من قبل الصليبيين. وبداخل جدران المدينة، يجتمع رجال ونساء المدينة لسماع النصائح من الرجل الحكيم اليوناني الغامض. والذي يعرف بكوبت. يبدأ الناس بأسئلة حول مخاوفهم، الأعداء الحقيقيون، الهزيمة والنضال، وينظرون إلى العزيمة للتغير، ومزايا الولاء والوحدة; وفي النهاية يغيرون مجرى الأسئلة إلى الجمال، الجنس، والأناقة، الحب.

## نبذة عن الكاتب
ولد باولو كويلو في ريو دي جانيرو عام 1947. قبل أن يتفرغ للكتابة، كان يمارس الإخراج المسرحي، والتمثيل وعمل كمؤلف غنائي، وصحفي. وقد كتب كلمات الأغاني للعديد من المغننين البرازيليين أمثال إليس ريجينا، ريتا لي راؤول سييكساس، فيما يزيد عن الستين أغنية. ولعه بالعوالم الروحانية بدء منذ شبابه كهيبي، حينما جال العالم بحثا عن المجتمعات السرية، وديانات الشرق. نشر أول كتبه عام 1982 بعنوان «أرشيف الجحيم»، والذي لم يلاق أي نجاح. وتبعت مصيره أعمال أخرى، ثم في عام 1986 قام كويلو بالحج سيرا لمقام القديس جايمس في كومبوستيلا. تلك التي قام بتوثيقها فيما بعد في كتابه «الحج». في العام التالي نشر كتاب "الخيميائي"، وقد كاد الناشر أن يتخلي عنها في البداية، ولكنها سرعان ما أصبحت من أهم الروايات البرازيلية وأكثرها مبيعا. حاز على المرتبة الأولى بين تسع وعشرين دولة. ونال على العديد من الأوسمة والتقديرات.

## وصلات خارجية
- صفحة رواية مخطوطة وجدت في عكرا على موقع جود ريدز
- صفحة رواية مخطوطة وجدت في عكرا على موقع أبجد